# ウォークラリー
ウォークラリーとは、野外で開催され、グループ単位で参加するレクリエーションゲーム。

## 概要
各グループは事前に渡されるコース図に従って進み、途中で与えられる課題を解決しながら設定された一定の時間で歩き、目的地を目指す。勝敗はタイム得点と課題得点の合計で決まるが、設定時間より早く着きすぎても減点となるので急いで進む必要はない。設定時間は、歩く速さをもとに課題解決の時間を加味して設定される。このため、体力差や年齢、性別に関係なく誰でも参加できることが利点である。
自治体や旅行業者、学校などでウォークラリーと称するイベントを実施することがあるが、中には単に歩くだけのものや、道順を行程中の道路脇などに案内表示で示して行うものなど、ウォークラリーのルールに則らずに行われるものもある。これは、ウォークラリーのルールがオリエンテーリングなどのように広く一般に認知されていないためである。
現在、日本レクリエーション協会内にウォークラリー委員会が設置され、多方面への普及活動が行われている。また普及活動の一環として、日本レクリエーション協会や日本キャンプ協会及びそれらの下部組織などで、コース設定やコマ図の書き方などの講習会を行っているところもある。

## 歴史
ウォークラリーは、1975年に日本レクリエーション協会の会報誌に掲載された。それ以前にも屋外で行うゲームとしてオリエンテーリングがあったが、スピードを重視するあまり周囲の自然を楽しむ余裕がないため、それに代わるものはないかと試行錯誤の末に生み出されたもの。
1984年には、日本レクリエーション協会の呼びかけで、各都道府県や市区町村のレクリエーション協会などの主催による第1回全国一斉ウォークラリー大会が開催された。

## ウォークラリーの用語

### コース図
ウォークラリーで使う地図をコース図という。普通の地図と違い、コース図は交差点や分岐点だけを表したコマ図を組み合わせたもの。「●」が現在位置、現在位置で向いている方向が上となり、「→」が進む方向を表している。このため、コース図における東西南北の向きは一定していない。また、コマ図間の距離は一定ではない。

### チェックポイント
コース中で課題を出題される場所。コマ図には「C.P.」（Check Pointの略記）で表される。課題は、その場所へ行くまで判らないよう設定され、自然、文化財などを対象とした題材にすることが多い。また、簡単なゲームを行うといった課題もある。参加者のレベルや立地条件により難易度を変えている。
なお、文字通り主催者が参加者グループの通過を確認（チェック）するポイントでもある。

### 観察ゾーン
周囲の様子を観察する場所。コマ図では周囲を斜線で囲んだ地図として表される。主催者は、参加者が周囲をじっくり観察することで、ウォークラリーを楽しみながら自然や文化財などへの興味を深めてほしいという意図で、後のチェックポイントやゴール後に与える課題のヒントをこのゾーンに設定することが多い。

## 全国一斉ウォークラリー大会
日本では、毎年5月の第3日曜日が「ウォークラリーの日」に制定されている。この日に合わせて全国一斉ウォークラリー大会が多くの市区町村で開催される。

## 死亡事故
学校で行う当該行事は開催者に安全配慮義務が課される。
2011年10月、千葉市立生浜中学校2年生女子生徒（当時14歳）が当該行事の参加中に崖から転落死。2013年6月19日、千葉市教育委員会は市側の責任を全面的に認める調査結果を公表。